# ویلی چان
ویلی چان (انگلیسی: Willie Chan؛ ۲۲ مهٔ ۱۹۴۱ – ۲۴ اکتبر ۲۰۱۷) تهیه‌کننده فیلم اهل مالزی بود. چان در سال ۱۹۶۶ با مدرک کارشناسی ارشد در رشته بازاریابی از مرکز آموزشی ایست-وست در هاوایی فارغ‌التحصیل شد.
از فیلم‌ها یا مجموعه‌های تلویزیونی که وی در آن‌ها نقش داشته‌است، می‌توان به ققنوس وارد می‌شود، فرار کن پدر، فرار کن، جایگاه چشمگیر و حسرت ابدی اشاره نمود.